# Procambarus nigrocinctus
Procambarus nigrocinctus, the blackbelted crayfish, là một loài tôm sông trong họ Cambaridae. It is listed as a species of Least Concern on the Sách Đỏ IUCN, because it được tìm thấy ở more than 100 sites across thirteen counties, all in the Neches River system, and is common and widespread in a national park.